# كوينتينية
كوينتينية (الاسم العلمي: Quintinia)، هو جنس يتكون من قرابة 25 شجرة وشجيرة دائمة الخضرة موطنها الفلبين وغينيا الجديدة ونيوزيلندا وكاليدونيا الجديدة وفانواتو وأستراليا. أوراقها متعاقبة. أزهارها بيضاء أو أرجوانية تكون في نهاية السيقان أو على محاور الأوراق. الثمرة عُلَيبَيَّة الشكل، وعادًة ما تحتوي على عدد كبير من البذور الصغيرة. اسم الجنس مُهدى إلى البستاني الفرنسي جان بابتيست دي لا كوينتيني.

## الأنواع
- Quintinia altigena
- Quintinia apoensis
- Quintinia brassii
- Quintinia epiphytica
- Quintinia fawkneri
- Quintinia hyehenensis (كاليدونيا الجديدة)
- Quintinia kuborensis
- Quintinia lanceolata
- Quintinia ledermannii
- Quintinia macgregorii
- Quintinia major (كاليدونيا الجديدة)
- Quintinia media (كاليدونيا الجديدة، فانواتو)
- Quintinia minor (كاليدونيا الجديدة)
- Quintinia montiswilhelmii
- Quintinia nutantifora
- Quintinia oreophila (كاليدونيا الجديدة)
- Quintinia pachyphylla
- Quintinia quatrefagesii
- Quintinia rigida
- Quintinia schlechterana
- Quintinia serrata (نيوزيلندا)
- Quintinia sessiliflora (كاليدونيا الجديدة)
- Quintinia sieberi
- Quintinia verdonii